# Johann Andreae (Registrator)
Johann Andreae (* um 1570 in Saarbrücken; † 1645 ebenda) war seit 1596 Registrator und Hofhistoriograph in Saarbrücken bei Ludwig II.
Er sammelte die Archivalien des walramschen Stammes. 1634–1640 ging er mit dem gräflichen Hof von Wilhelm Ludwig ins Exil in Metz. Er wurde Herausgeber der Kopial- und der neun Genealogiebücher.
Er war verheiratet mit Christina Ruß, mit der er zwei Kinder hatte: Anna Elisabetha und Johann Balthasar (* 1623). 1634 heiratete er in zweiter Ehe Elisabeth Berg.

## Werke
- Genealogia Saraepontana
- Documenta et monumenta Wadgassiana
- Repertorien der Blieskasteler Dokumente (Amt Blieskastel), um 1600 (LASB, N-S II 4682)
- Zwei Verzeichnisse von die Familien Sulger und Arnet betreffenden Dokumenten, wie solche bei der Nassau-Saarbrückenschen Registratur zu Saarbrücken deponiert gewesen sind, o. D. (LASB, N-S II 5266)
- Kopialbuch des Amtes Ottweiler mit Urkunden von 1275–1587, sogenanntes Copialprotokoll der Documenten über das Amt Ottweiler, o. D. (LASB, N-S II 2446)
- Repertorium über die Urkunden des Fürstentums Nassau-Saarbrücken nach Ämtern, bzw. Ortschaften geordnet, mit ausführlichen Regesten, o. D. (LASB, N-S II 2451)
- Kopialbuch der Dokumente des Stiftes St. Arnual, Abschrift des 18. Jhs. (LASB, N-S II 2447)
- Urkundenbuch von 1330–1562, das sogenannte 2. Copialbuch über Saarpruckische Documenta, zusammencolligiert durch mich Joannem Andreae Registratorem, o. D. (LASB, N-S II 2443)
- Urkundenbuch der Grafschaft Saarbrücken betreffend Kirchen II 1424–1560, o. D. (LASB, N-S II 2445)
- Kopialbuch geistlicher und Kirchenbriefe, enthaltend Kloster- und Kirchenurkunden nebst anderen auf die Grafschaften Saarbrücken, Ottweiler, Saarwerden, Amt Saarwellingen, Herrschaft Lahr, Kirchheim, Blieskastellsche Pfandschaft, Klöster Herbitzheim, St. Nabor, Langfeld (Lubeln, Longeville, Dep. Moselle) bezüglichen Urkunden 1227–1576, o. D. (LASB, N-S II 2444)
- Schöffenweistümer und Jahrgeding nebst anderen Urkunden der Grafschaft Saarbrücken 1227–1548, o. D. (LASB, N-S II 2441)